# Liste der Bischöfe von Saint-Malo
Die folgenden Personen waren Bischöfe von Saint-Malo (ehemals Aleth, Frankreich):

## Bischöfe von Aleth
- Aaron
- Suliac
- Heiliger Maclovius (oder Malo oder Machutus) 544(?)–565
- Gurval
- Colfin oder Colaphin
- Armael oder Armel
- Enogat
- Maëlmon, ca. 650
- Godefroi oder Geofroi um 656
- Oedmal
- Hamon I.
- Noedi
- Ritwal
- Tutamen
- Ravili
- Bili I.
- Meen oder Moene
- Ebon oder Edon
- Guibon oder Guibert
- Hamon II.
- Walter
- Cadocanan
- Rivallon I.
- Judicaël I.
- Réginald oder Regimond
- Menfenic
- Budic oder Benedikt
- Docmaël oder Idomaël
- Johannes
- Walter
- Hélogard oder Haelocar 811–816
- Ermorus oder Ermor 833–834
- Iarnwaltus oder Jarnuvalt 835–837
- Main, Maen oder Mahen 840–846
- Salocon um 848
- Rethwalatrus oder Retuvalart 857–867
- Ratvomo oder Ratwili 867–872
- Bili II. ca. 880
- Salvator 10. Jh.
- Rouaud oder Raoul um 990
- Vakanz 999–1028
- Hamon III. um 1028
- Martin um 1054
- Vakanz 1054–1062
- Renaud oder Rainaud um 1062
- Vakanz 1062–1085
- Daniel I. um 1085
- Benedikt (II.)
- Judicaël II. 1089–1111
- Rivallon II. 1112–1118
- Daniel II. um 1120
- Donoald 1120–1143

## Bischöfe von Saint-Malo
- Jean de Châtillon 1146–1163
- Albert oder Aubert 1163–1184
- Pierre Giraud oder Géraud 1184–1218
- Raoul oder Rudolf 1219–1230
- Geoffroi de Pontual 1231–1255
- Nicolas de Flac 1254–1262
- Phillipe de Bouchalampe 1263
- Simon de Cliçon oder Clisson 1264–1286
- Robert du Pont 1287–1309
- Raoul Rousselet 1310–1317
- Alain Gonthier 1318–1333
- Yves le Prévôt de Bois Boëssel 1333–1348
- Guillaume Mahé 1348–1349
- Pierre Benoît oder de Guémené 1349–1359
- Guillaume Poulart 1359–1374
- Josselin de Rohan 1375–1389
- Robert de la Motte d’Acigné 1389–1423
- Guillaume de Montfort 1423–1432 (Haus Montfort-Laval)
- Amaury de la Motte d’Acigné 1432–1434
- Pierre Piédru 1434–1449
- Jacques d’Espinay-Durestal 1450
- Jean L’Espervier 1450–1486
- Pierre de Montfort de Laval 1486–1493 (Haus Montfort-Laval)
- Guillaume Briçonnet 1493–1513
- Denis Briçonnet 1513–1535
- François Bohier 1535–1569
- Guillaume Ruzé 1570–1572
- François Thomé 1573–1586
- Charles de Bourgneuf 1586–1596
- Jean du Bec 1598–1610
- Guillaume le Gouverneur 1610–1630
- Octavien de Marillac Michel de Paris 1630
- Achille de Harlay de Sancy 1631–1644
- Ferdinand de Neufville de Villeroy 1644–1657
- François de Villemontée 1658–1670
- Sébastien de Guémadeuc 1671–1702
- Vincent-François des Maretz 1702–1739
- Jean-Joseph de Fogasses 1739–1767
- Antoine-Joseph des Laurents 1767–1785
- Gabriel Cortois de Pressigny 1785–1790
- Siméon L’Archant de Grimouville 1817